# Bill Bridges
William C. "Bill" Bridges (Hobbs, Novo México, 4 de abril de 1939) é um ex-jogador de basquete norte-americano.